# 14834 Isaev
14834 Isaev è un asteroide della fascia principale. Scoperto nel 1987, presenta un'orbita caratterizzata da un semiasse maggiore pari a 2,2831223 UA e da un'eccentricità di 0,2354299, inclinata di 4,51105° rispetto all'eclittica.
L'asteroide è dedicato all'ingegnere sovietico Aleksej Michajlovič Isaev.